# Partito Popolare Nazionale Tedesco
Il Partito Popolare Nazionale Tedesco (tedesco: Deutschnationale Volkspartei, DNVP) fu un partito nazional-conservatore che si sviluppò ed operò in Germania durante la Repubblica di Weimar. Era esponente del movimento völkisch, presentandone inizialmente una variante moderata rispetto a quella proposta dal NSDAP.

## Storia
Fondato dopo la sconfitta tedesca nella prima guerra mondiale, e generalmente ostile alla Costituzione di Weimar, il DNVP trascorse gran parte della propria iniziale esistenza politica all'opposizione. Largamente supportato dai latifondisti e dai ricchi industriali, era favorevole alla monarchia e fortemente contrario alle disposizioni "arbitrarie" del trattato di Versailles.
Tra il 1925 e il 1928 il partito collaborò attivamente con i governi e le varie coalizioni politiche che si susseguirono al potere, ma dopo la nomina di Alfred Hugenberg alla segreteria, nel 1928, il partito assunse posizioni oltranziste e di aperta critica alla Repubblica di Weimar, abbandonando le posizioni a favore del ritorno degli Hohenzollern, e puntando su contenuti a favore di un estremo nazionalismo e sull'alleanza con il Partito Nazionalsocialista Tedesco dei Lavoratori (NSDAP). Tutto ciò comportò, nel 1929, la scissione dell'ala più moderata del partito cappeggiata dall'ex leader Kuno von Westarp e da Gottfried Treviranus che portò alla creazione di un nuovo partito di destra nazional-conservatrice: il Konservative Volkspartei.
Nel 1931 il DNVP, il NSDAP e l'organizzazione paramilitare Stahlhelm formarono per alcuni mesi un'alleanza conosciuta come Fronte di Harzburg (Harzburger Front): tuttavia questa coalizione non fece altro che rafforzare il Partito nazista a discapito delle altre forze aderenti.
L'anno seguente il DNVP divenne l'unico partito di una certa consistenza politica a sostenere Franz von Papen, nella sua breve carriera in qualità di Cancelliere. Uscito ridimensionato nelle successive elezioni, il DNVP, si alleò con il NSDAP in una nuova coalizione che puntava alla nomina di Adolf Hitler come Cancelliere e supportò l'iniziativa dello NSDAP nella stesura del decreto dei pieni poteri che puntava all'abolizione della Repubblica di Weimar.
Tuttavia Hitler, dopo la nomina a Cancelliere, nominò solo Hugenberg nel primo gabinetto che formò nel gennaio 1933, incarico che il segretario del DNVP mantenne solamente fino al successivo mese di giugno. Da allora i membri del DVNP furono costretti a scegliere tra l'unione allo NSDAP o l'abbandono totale di ogni attività politica: tutto ciò determinò lo scioglimento effettivo del partito.
Anche se il DNVP non venne condannato come organizzazione criminale dopo la seconda guerra mondiale non venne effettuato alcun serio tentativo di ricrearlo nel dopoguerra. Venne ricreato brevemente nel 1962, ma il nuovo DNVP si fuse ben presto con il Partito Nazionaldemocratico di Germania.

## Presidenti
- 1918–1924 Oskar Hergt (1869–1967)
- 1924–1926 Johann Friedrich Winckler (1856–1943)
- 1926–1928 Kuno Friedrich von Westarp (1864–1945)
- 1928–1933 Alfred Hugenberg (1865–1951)

## Seggi all'Assemblea Nazionale di Weimar
| 19 gennaio 1919   | 10,3 % | 44 seggi  |
| 6 giugno 1920     | 15,1 % | 71 seggi  |
| 4 maggio 1924     | 19,5 % | 95 seggi  |
| 7 dicembre 1924   | 20,5 % | 103 seggi |
| 20 maggio 1928    | 14,3 % | 73 seggi  |
| 14 settembre 1930 | 7,0 %  | 41 seggi  |
| 31 luglio 1932    | 5,9 %  | 37 seggi  |
| 6 novembre 1932   | 8,7 %  | 52 seggi  |
| 5 marzo 1933      | 8,0 %  | 52 seggi  |